# District de Narayanpur
Le district de Narayanpur  (hindi : नारायणपुर जिला) est un district de l'état du Chhattisgarh, en Inde,

## Géographie
Au recensement de 2011, sa population compte 110 800 habitants.
Son chef-lieu est la ville de Narayanpur. 